# Wielka Chojnica
Wielka Chojnica (niem. Grosser Konitz See) – jezioro rynnowe w Polsce, położone w województwie zachodniopomorskim, w powiecie choszczeńskim, w gminie Choszczno.
Akwen leży w kompleksie leśnym na Pojezierzu Choszczeńskim. Przylega od zachodu do miejscowości Golcza. W pobliżu wschodniego brzegu akwenu znajduje się jezioro Kołeckie.